# Lecrae

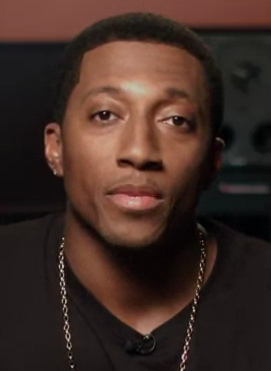
Lecrae, 2014

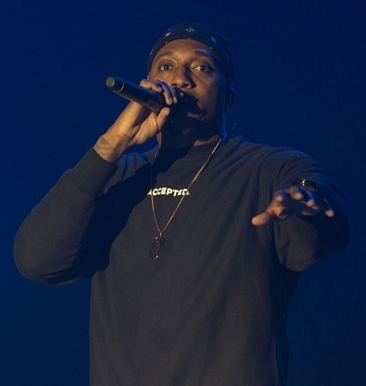
Lecrae während eines Auftritts in der Marine Corps Air Station Iwakuni, Japan, 2018

Lecrae (* 9. Oktober 1979 in Houston, Texas, als Lecrae Devaughn Moore) ist ein US-amerikanischer christlicher Rapper.

## Biografie
Lecrae ist in Denver und San Diego aufgewachsen und beschloss als 19-Jähriger, sich in der Kirche zu engagieren. Zuerst gab er Bibelstunden und organisierte andere Projekte und wandte sich dann der christlichen Rapmusik zu. 2004 veröffentlichte er sein erstes Album mit dem Titel Real Talk, mit dem er sofort in die US-Gospelcharts kam. Gleichzeitig gründete er mit anderen Musikern die 116 Clique und nahm auch dort Alben auf.
Mit seinem zweiten Soloalbum After the Music Stops kam er 2006 bereits bis in die Top 5 der Gospelcharts. Von Album zu Album konnte Lecrae seinen Erfolg steigern. Mit Album Nummer drei Rebel führte er nicht nur die Gospelcharts für zwei Wochen an, sondern kam auch in den offiziellen Albumcharts bis auf Platz 60. Das Album Rehab kam in die Top 20 und wurde bei den Grammy Awards 2011 für eine Auszeichnung nominiert. Das sechste Album Gravity wurde zwei Jahre später als bestes Gospelalbum mit einem Grammy ausgezeichnet. Sein siebtes Album "Anomaly" war im September 2014 das erste Album eines christlichen Rappers welches Platz 1 der offiziellen Albumcharts erreichen konnte. Für den darauf enthaltenen Song Messengers, das er zusammen mit For King & Country aufgenommen hatte, bekam er 2015 seinen zweiten Gospel-Grammy.

## Diskografie
Studioalben

| Jahr | Titel                    | Höchstplatzierung, Gesamtwochen, AuszeichnungChartplatzierungen (Jahr, Titel, Platzierungen, Wochen, Auszeichnungen, Anmerkungen) | Höchstplatzierung, Gesamtwochen, AuszeichnungChartplatzierungen (Jahr, Titel, Platzierungen, Wochen, Auszeichnungen, Anmerkungen) | Anmerkungen                                                 |
| Jahr | Titel                    | US | Christ | Anmerkungen                                                 |
| ---- | ------------------------ | --- | --- | ----------------------------------------------------------- |
| 2004 | Real Talk                | — | — | Erstveröffentlichung: 20. Mai 2004                          |
| 2006 | After the Music Stops    | — | Christ17 (11 Wo.)Christ | Erstveröffentlichung: 24. September 2006                    |
| 2008 | Rebel                    | US60 (4 Wo.)US | Christ2 (52 Wo.)Christ | Erstveröffentlichung: 30. September 2008                    |
| 2010 | Rehab                    | US17 (17 Wo.)US | Christ1 (78 Wo.)Christ | Erstveröffentlichung: 28. September 2010                    |
| 2011 | Rehab: The Overdose      | US15 (3 Wo.)US | Christ1 (37 Wo.)Christ | Erstveröffentlichung: 11. Januar 2011                       |
| 2012 | Gravity                  | US3 Gold · (17 Wo.)US | Christ1 (78 Wo.)Christ | Erstveröffentlichung: 4. September 2012 Verkäufe: + 500.000 |
| 2014 | Anomaly                  | US1 Gold · (27 Wo.)US | Christ1 (85 Wo.)Christ | Erstveröffentlichung: 9. September 2014 Verkäufe: + 500.000 |
| 2017 | All Things Work Together | US11 (5 Wo.)US | Christ1 (122 Wo.)Christ | Erstveröffentlichung: 22. September 2017                    |
| 2018 | Let the Trap Say Amen    | US49 (1 Wo.)US | Christ1 (11 Wo.)Christ | Erstveröffentlichung: 22. Juni 2018 mit Zaytoven            |
| 2020 | Restoration              | US69 (1 Wo.)US | Christ1 (36 Wo.)Christ | Erstveröffentlichung: 21. August 2020                       |

## Bücher
- Mit Jonathan Merritt: Unashamed B&H Publishing Group, Nashville 2016, ISBN 978-1633897762.